# Tura, Ungaria
Tura  este un oraș în districtul Aszód, județul Pesta, Ungaria, având o populație de 7.888 de locuitori (2011). 

## Demografie
Componența etnică a orașului Tura
     Maghiari (87,28%)
     Romi (11,61%)
     Necunoscut (0,29%)
     Alții (0,82%)
Componența confesională a orașului Tura
     Romano-catolici (66,15%)
     Fără religie (5,46%)
     Reformați (2,85%)
     Necunoscută (23,5%)
     Alte religii (3,02%)
Conform recensământului din 2011, orașul Tura avea 7.888 de locuitori. Din punct de vedere etnic, majoritatea locuitorilor (87,28%) erau maghiari, cu o minoritate de romi (11,61%). Apartenența etnică nu este cunoscută în cazul a 0,29% din locuitori.  Din punct de vedere confesional, majoritatea locuitorilor (66,15%) erau romano-catolici, existând și minorități de persoane fără religie (5,46%) și reformați (2,85%). Pentru 23,5% din locuitori nu este cunoscută apartenența confesională.